# Gran Premio degli Stati Uniti d'America-Est 1984
Il Gran Premio degli Stati Uniti d'America Est 1984 è stata l'ottava prova della stagione 1984 del Campionato mondiale di Formula 1. Si è corsa domenica 24 giugno 1984 sul Circuito di Detroit. La gara è stata vinta dal brasiliano Nelson Piquet su Brabham-BMW; per il vincitore si trattò del dodicesimo successo nel mondiale. Ha preceduto sul traguardo il britannico Martin Brundle su Tyrrell-Ford Cosworth e l'italiano Elio De Angelis su Lotus-Renault. In seguito alla scoperta di un'irregolarità tecnica della Tyrrell, Brundle venne squalificato, facendo così scalare tutti i piloti giunti dopo di lui, di una posizione in graduatoria. Il secondo posto venne perciò assegnato a De Angelis, mentre il terzo fu attribuito a un altro italiano, Teo Fabi, anch'egli su Brabham-BMW. Per Fabi fu il primo podio in una gara valida per il campionato mondiale di Formula 1.
Gli organizzatori del gran premio vennero premiati dalla FOM col Race Promoters' Trophy per il 1984, quale gara meglio organizzata nella stagione. Già due altre volte una gara disputata negli Stati Uniti d'America aveva vinto tale riconoscimento: il GP Usa Est 1976 e il Gran Premio di Las Vegas 1981.

## Vigilia

### Aspetti tecnici
La situazione del manto stradale del tracciato era alquanto critica, con diverse crepe e avvallamenti, dovuti al gelo dell'inverno.
La Williams modificò le sospensioni anteriori della FW09, nel tentativo di combattere il sottosterzo della monoposto; la Ferrari presentò un cofano motore con delle nuove prese d'aria; sulla vettura italiana venne riproposta l'iniezione elettronica Marelli-Weber. A seguito delle ferite riportate, nella vittoriosa gara canadese, ai piedi di Nelson Piquet, dovute dell'alta temperatura del radiatore dell'olio, posto sul musetto della vettura, il radiatore stesso venne modificato. La novità più importante fu il cambio di motore sulla Spirit: la monoposto britannica abbandonò, ma solo per questa gara, il motore turbo della Hart, per sostituirlo con un motore a pressione atmosferica, il Ford Cosworth DFV. Ciò necessitò di una modifica del retro della vettura. Ciò fu deciso anche per la difficoltà della Hart di produrre pezzi di ricambio, in quanto il motorista inglese era penalizzato dallo sciopero dei metalmeccanici in Germania Ovest, in cui erano presenti dei fornitori del motorista. Problemi coi ricambi vi erano anche per Toleman e RAM.

### Aspetti sportivi
Il gran premio venne definito "degli Usa Est", per distinguerlo dall'altra gara in programma negli Stati Uniti d'America nello stesso anno, a Dallas.  La gara venne anche denominata "Gran Premio di Detroit".
A seguito delle precarie condizioni fisiche di Patrick Tambay, che aveva saltato il gran premio precedente per una frattura al perone, la Renault contattò, quale suo sostituto, Mario Andretti; il pilota italoamericano aveva abbandonato la F1 al termine della stagione 1982. Le condizioni del pilota francese erano però, nel frattempo, migliorate, tanto che poté prendere parte alla gara. Anche la presenza di Nelson Piquet, dopo le ustioni patite nella gara precedente, era stata messa in dubbio.
Teo Fabi, dopo aver saltato due gare per contemporanei impegni nella serie nordamericane, tornò al volante della Brabham, in luogo del fratello Corrado. Anche Jonathan Palmer, che non aveva disputato la gara del Canada, in quanto impiegato nella 24 Ore di Le Mans, rientrò nel mondiale, quale pilota della RAM.

## Qualificazioni

### Resoconto
Nelle libere del venerdì Derek Warwick sbatté contro un muretto del tracciato. La sospensione entrò nell'abitacolo della sua Renault: il pilota si lamentò dell'accaduto, e Niki Lauda, in qualità di presidente del sindacato dei piloti, chiese che venisse ridotta la potenza dei motori, e che la pedaliera venisse arretrata dietro la linea delle gomme anteriori, per meglio proteggere i piedi dei piloti, a seguito dei tanti incidenti gravi che si erano verificati già in stagione.
Nella sessione ufficiale il miglior tempo fu di Nigel Mansell, su Lotus, che precedette Niki Lauda e Nelson Piquet; i tre erano racchiusi in appena tre decimi. Il tempo di Lauda venne poi cancellato in quanto l'alettone posteriore era più largo di un millimetro, rispetto al consentito. Il turno venne interrotto per due volte, per degli incidenti. Il primo coinvolse Teo Fabi e Marc Surer, che si colpirono lateralmente mentre viaggiavano a 200 km/h, per poi finire contro le protezioni. Ayrton Senna, che fino a quel momento aveva il terzo tempo, uscì alla chicane prima dell'arrivo, terminando contro un guard-rail. I piloti continuarono a protestare per le condizioni della pista.
Al sabato Nelson Piquet strappò la pole position al britannico, ottenendo un tempo di 4 secondi più rapido del tempo migliore dell'anno precedente. Il brasiliano precedette di sei decimi Alain Prost, mentre Mansell scalò terzo, davanti a Michele Alboreto, in ripresa rispetto al venerdì. Arnoux chiuse solo quindicesimo, dopo aver anche effettuato un testacoda, nella parte iniziale delle qualifiche. Lauda chiuse decimo: l'austriaco girò molto, per cercare un tempo, dopo l'esclusione del venerdì, ma fu sempre penalizzato dal molto traffico presente in pista. Anche in questa sessione si registrarono diversi incidenti: Stefan Bellof danneggiò la sua Tyrrell, Andrea De Cesaris urtò diverse volte le protezioni.

### Risultati
I risultati delle qualifiche furono i seguenti:
| Pos                     | N° | Pilota             | Costruttore           | Tempo    | Griglia |
| ----------------------- | -- | ------------------ | --------------------- | -------- | ------- |
| 1                       | 1  | Nelson Piquet      | Brabham-BMW           | 1'40"980 | 1       |
| 2                       | 7  | Alain Prost        | McLaren-TAG Porsche   | 1'41"640 | 2       |
| 3                       | 12 | Nigel Mansell      | Lotus-Renault         | 1'42"172 | 3       |
| 4                       | 27 | Michele Alboreto   | Ferrari               | 1'42"246 | 4       |
| 5                       | 11 | Elio De Angelis    | Lotus-Renault         | 1'42"434 | 5       |
| 6                       | 16 | Derek Warwick      | Renault               | 1'42"637 | 6       |
| 7                       | 19 | Ayrton Senna       | Toleman-Hart          | 1'42"651 | 7       |
| 8                       | 23 | Eddie Cheever      | Alfa Romeo            | 1'43"065 | 8       |
| 9                       | 15 | Patrick Tambay     | Renault               | 1'43"289 | 9       |
| 10                      | 8  | Niki Lauda         | McLaren-TAG Porsche   | 1'43"484 | 10      |
| 11                      | 3  | Martin Brundle     | Tyrrell-Ford Cosworth | 1'43"754 | 11      |
| 12                      | 26 | Andrea De Cesaris  | Ligier-Renault        | 1'43"998 | 12      |
| 13                      | 18 | Thierry Boutsen    | Arrows-BMW            | 1'44"063 | 13      |
| 14                      | 14 | Manfred Winkelhock | ATS-BMW               | 1'44"228 | 14      |
| 15                      | 28 | René Arnoux        | Ferrari               | 1'44"748 | 15      |
| 16                      | 4  | Stefan Bellof      | Tyrrell-Ford Cosworth | 1'44"940 | 16      |
| 17                      | 20 | Johnny Cecotto     | Toleman-Hart          | 1'45"231 | 17      |
| 18                      | 25 | François Hesnault  | Ligier-Renault        | 1'45"419 | 18      |
| 19                      | 5  | Jacques Laffite    | Williams-Honda        | 1'46"225 | 19      |
| 20                      | 9  | Philippe Alliot    | RAM-Hart              | 1'46"333 | 20      |
| 21                      | 6  | Keke Rosberg       | Williams-Honda        | 1'46"495 | 21      |
| 22                      | 17 | Marc Surer         | Arrows-Ford Cosworth  | 1'46"626 | 22      |
| 23                      | 2  | Teo Fabi           | Brabham-BMW           | 1'47"335 | 23      |
| 24                      | 10 | Jonathan Palmer    | RAM-Hart              | 1'47"743 | 24      |
| 25                      | 22 | Riccardo Patrese   | Alfa Romeo            | 1'47"974 | 25      |
| 26                      | 24 | Piercarlo Ghinzani | Osella-Alfa Romeo     | 1'48"865 | 26      |
| Vetture non qualificate |    |                    |                       |          |         |
| NQ                      | 21 | Huub Rothengatter  | Spirit-Ford Cosworth  | 1'49"995 | NQ      |

## Gara

### Resoconto
Nella notte tra sabato e domenica un forte acquazzone colpì il tracciato, che così divenne ancora più scivoloso, vista la mancanza dello strato di gomma lasciato dalla vetture nei giorni di prova.
Al via, Nigel Mansell, dalla seconda fila, cercò di infilarsi tra Alain Prost e Nelson Piquet ma finì schiacciato a tra le due vetture: il francese uscì indenne, mentre il brasiliano finì in testacoda, andando a sbattere contro Michele Alboreto; una ruota si staccò, andando a colpire la Toleman di Ayrton Senna, fortunatamente nella sospensione anteriore: Marc Surer si ritrovò, davanti, la Brabham di Piquet ferma, e non poté evitare l'urto. La gara venne sospesa: Piquet (che aveva preso un colpo al collo e aveva la nuca dolorante), Alboreto e Senna ripartirono con il muletto mentre all'Arrows l'assenza del muletto, costrinse al ritiro Surer. Alla Lotus Mansell prese la vettura di Elio De Angelis, che fu costretto a ripiegare sul muletto. Il gran premio riprese, con la griglia iniziale, e per la distanza prevista.
Al secondo via Piquet prese il comando, seguito da Prost, Mansell e Alboreto. Nei primi giri si ritirarono Jonathan Palmer e René Arnoux, dopo degli errori di guida che li portarono a colpire i muretti attorno alla pista, mentre Andrea De Cesaris fu costretto a una sosta per sostituire un'asta danneggiata; Derek Warwick passò prima Eddie Cheever poi Michele Alboreto, installandosi in quarta posizione. Prost cercò di mantenere contatto da Piquet fino a quando le sue gomme non iniziano a degradarsi e al decimo giro venne superato da Mansell alla Congress. Due giri dopo Cheever prese la quinta posizione ad Alboreto. Al quattordicesimo giro Warwick passò a gomme dure, scendendo in sedicesima posizione.
Mansell si mise alla caccia di Piquet ma, al diciassettesimo giro, iniziò a rallentare a causa di un problema al cambio. Poco dopo Prost si fermò per cambiare gli pneumatici, dopo essere stato passato da Cheever, Alboreto e De Angelis. La gara dello statunitense s'interruppe al giro 22, per un problema al motore. Nello stesso giro ci fu anche il ritiro per Ayrton Senna, dopo essere andato a sbattere contro le protezioni della prima curva. La gara era sempre comandata da Piquet, seguito da Mansell, Alboreto, De Angelis, Boutsen e Rosberg.
Al ventisettesimo giro Mansell si ritirò a causa del cambio, mentre Thierry Boutsen abbandonò per un problema a uno scarico. Ora si trovavano le due Tyrrell di Brundle e Bellof in quinta e sesta posizione. Al giro 33 Martin Brundle si fermò ai box per il cambio gomme, scendendo ottavo, mentre, al trentaquattresimo giro il suo compagno di team Stefan Bellof, arrivò largo all'uscita dell'ultima chicane, urtò il muretto rompendo una sospensione e fu costretto al ritiro. Nello stesso giro Warwick, in rimonta, prese la quarta posizione a Rosberg. Un giro dopo il britannico passò anche De Angelis, entrando sul podio virtuale della gara, dietro a Michele Alboreto. La sua gara venne però irrimediabilmente rovinata da un guasto al cambio che lo costrinse all'abbandono al giro 41.
Al quarantacinquesimo giro Brundle salì fino al quarto posto, dopo aver passato Keke Rosberg e iniziò a rimontare su De Angelis, che soffriva anche lui di problemi al cambio. La gara di Rosberg terminò al giro 48, col motore in fiamme, dovute a una perdita d'olio. Al giro 50 anche Alboreto, secondo, abbandonò il gran premio, anche lui col motore fuori uso.
Al cinquantaseiesimo giro Brundle superò De Angelis, portandosi al secondo posto, con un distacco di 20 secondi da Piquet. Nell'ultimo giro Brundle iniziò a vedere la Brabham di Piquet, ma il carioca controllò senza problemi, andando a vincere davanti a Brundle (al primo podio), De Angelis, Teo Fabi (per la prima volta a punti), Prost e Jacques Laffite. La classifica sarà poi stravolta dopo i controlli tecnici sulla Tyrrell.

### Risultati
I risultati del gran premio furono i seguenti:
| Pos | Nº | Pilota             | Costruttore           | Giri | Tempo/Ritiro                  | Griglia | Punti |
| --- | -- | ------------------ | --------------------- | ---- | ----------------------------- | ------- | ----- |
| 1   | 1  | Nelson Piquet      | Brabham-BMW           | 63   | 1h55'41"842                   | 1       | 9     |
| SQ  | 3  | Martin Brundle     | Tyrrell-Ford Cosworth | 63   | Squalificato                  | 11      |       |
| 2   | 11 | Elio De Angelis    | Lotus-Renault         | 63   | + 32"638                      | 5       | 6     |
| 3   | 2  | Teo Fabi           | Brabham-BMW           | 63   | + 1'26"528                    | 23      | 4     |
| 4   | 7  | Alain Prost        | McLaren-TAG Porsche   | 63   | + 1'55"258                    | 2       | 3     |
| 5   | 5  | Jacques Laffite    | Williams-Honda        | 62   | + 1 giro                      | 19      | 2     |
| Rit | 27 | Michele Alboreto   | Ferrari               | 49   | Motore                        | 4       |       |
| Rit | 6  | Keke Rosberg       | Williams-Honda        | 47   | Turbo                         | 21      |       |
| Rit | 16 | Derek Warwick      | Renault               | 40   | Cambio                        | 6       |       |
| SQ  | 4  | Stefan Bellof      | Tyrrell-Ford Cosworth | 33   | Squalificato                  | 16      |       |
| Rit | 15 | Patrick Tambay     | Renault               | 33   | Trasmissione                  | 9       |       |
| Rit | 9  | Philippe Alliot    | RAM-Hart              | 33   | Freni                         | 20      |       |
| Rit | 8  | Niki Lauda         | McLaren-TAG Porsche   | 33   | Problemi elettrici            | 10      |       |
| Rit | 12 | Nigel Mansell      | Lotus-Renault         | 27   | Cambio                        | 3       |       |
| Rit | 18 | Thierry Boutsen    | Arrows-BMW            | 27   | Motore                        | 13      |       |
| Rit | 26 | Andrea De Cesaris  | Ligier-Renault        | 24   | Surriscaldamento              | 12      |       |
| Rit | 20 | Johnny Cecotto     | Toleman-Hart          | 23   | Frizione                      | 17      |       |
| Rit | 23 | Eddie Cheever      | Alfa Romeo            | 21   | Motore                        | 8       |       |
| Rit | 19 | Ayrton Senna       | Toleman-Hart          | 21   | Incidente                     | 7       |       |
| Rit | 22 | Riccardo Patrese   | Alfa Romeo            | 20   | Testacoda                     | 25      |       |
| Rit | 25 | François Hesnault  | Ligier-Renault        | 3    | Collisione con P.Ghinzani     | 18      |       |
| Rit | 24 | Piercarlo Ghinzani | Osella-Alfa Romeo     | 3    | Collisione con F.Hesnault     | 26      |       |
| Rit | 28 | René Arnoux        | Ferrari               | 2    | Incidente                     | 15      |       |
| Rit | 10 | Jonathan Palmer    | RAM-Hart              | 2    | Gomma/Incidente               | 24      |       |
| Rit | 14 | Manfred Winkelhock | ATS-BMW               | 0    | Motore                        | 14      |       |
| Rit | 17 | Marc Surer         | Arrows-Ford Cosworth  | 0    | Incidente alla prima partenza | 22      |       |
| NQ  | 21 | Huub Rothengatter  | Spirit-Ford Cosworth  |      |                               |         |       |

## Classifiche

### Piloti
| Pos. | Pilota            | Punti |
| ---- | ----------------- | ----- |
| 1    | Alain Prost       | 35,5  |
| 2    | Niki Lauda        | 24    |
| 3    | Elio De Angelis   | 22    |
| 4    | Nelson Piquet     | 18    |
| 5    | René Arnoux       | 17    |
| 6    | Derek Warwick     | 13    |
| 7    | Keke Rosberg      | 11,5  |
| 8    | Michele Alboreto  | 9,5   |
| 9    | Patrick Tambay    | 8     |
| 10   | Ayrton Senna      | 5     |
| 11   | Nigel Mansell     | 5     |
| 12   | Teo Fabi          | 4     |
| 13   | Eddie Cheever     | 3     |
| 14   | Riccardo Patrese  | 3     |
| 15   | Andrea De Cesaris | 3     |
| 16   | Thierry Boutsen   | 3     |
| 17   | Jacques Laffite   | 2     |

### Costruttori
| Pos. | Team                | Punti |
| ---- | ------------------- | ----- |
| 1    | McLaren-TAG Porsche | 59,5  |
| 2    | Lotus-Renault       | 27    |
| 3    | Ferrari             | 26,5  |
| 4    | Brabham-BMW         | 22    |
| 5    | Renault             | 21    |
| 6    | Williams-Honda      | 13,5  |
| 7    | Alfa Romeo          | 6     |
| 8    | Toleman-Hart        | 5     |
| 9    | Ligier-Renault      | 3     |
| 10   | Arrows-Ford         | 3     |

## Decisioni della FISA
Al termine della gara le vetture della Tyrrell vennero sottoposte a verifica. Già al termine del Gran Premio del Brasile, prima gara stagionale, la Tyrrell aveva subito un reclamo, inviato da Jackie Oliver, manager dell'Arrows, per il sospetto che la scuderia britannica avesse compiuto un rifornimento in gara, vietato dal regolamento. Il reclamo era stato respinto.
Il peso delle Tyrrell risultò regolare, ma i tecnici della federazione vollero controllare anche il serbatoio d'acqua delle vetture, all'interno del quale venne scoperto un liquido sconosciuto, nel quale galleggiavano dei pallini di piombo.
A seguito di ulteriori indagini, la Federazione scoprì che sulle vetture inglesi, durante la gara, veniva effettuato un rabbocco con questo liquido contenente pallini di piombo, che serviva per arricchire l'aria immessa sui tromboncini di aspirazione, al fine di ritardare la detonazione del motore, rendendo così possibile l'utilizzo di un maggior rapporto di compressione, ottenendo una maggiore potenza. In una riunione del 18 luglio 1984, la FISA decise di escludere la Tyrrell dalle rimanenti gare del campionato del mondo, e cancellò tutti i punti ottenuti fino al momento della squalifica. Venne deciso che i punti attribuiti ai piloti della scuderia britannica non sarebbero stati assegnati. Le vetture proseguirono a partecipare al campionato, fino al Gran Premio d'Olanda, ma la loro partecipazione fu sub judice. La squalifica della Tyrrell venne confermata dal Tribunale d'Appello della FISA, dopo una riunione del 29 agosto. La scuderia venne esclusa dai successivi gran premi.
Il 9 ottobre la FISA decise di rideterminare le classifiche di tutte le gare, fino a quel momento disputate, facendo scalare in graduatoria tutti i piloti classificatisi alle spalle dei piloti della Tyrrell. Ciò portò a una redistribuzione dei punti, in quanto Martin Brundle era giunto secondo; la sua squalifica portò sul secondo gradino del podio Elio De Angelis, mentre scalò terzo Teo Fabi, quarto Alain Prost, quinto Jacques Laffite. Il punto per il sesto arrivato non fu attribuito in quanto solo 5 piloti erano stati classificati. L'altro pilota della scuderia, Stefan Bellof, si era ritirato durante la gara.
Il 18 luglio Nigel Mansell venne multato di 6.000 dollari per la manovra compiuta alla prima partenza. Il britannico subì anche l'esclusione da una gara, con la condizionale.